# 普卢内乌尔梅内兹
普卢内乌尔梅内兹（法語：Plounéour-Ménez，法語發音：[pluneuʁ menɛs]）是法国菲尼斯泰尔省的一个市镇，位于该省北部，属于莫尔莱区。

## 地名
该地名“Plounéour-Ménez”发音为[pluneuʁ menɛs]，字母“z”发音，《世界地名译名词典》将其误译作“普卢内乌尔-梅内”。

## 地理
普卢内乌尔梅内兹（48°26'21"N, 3°53'28"W）面积51.74 平方千米，位于法国布列塔尼大區菲尼斯泰尔省，该省份为法国最西部的省份，位于布列塔尼半岛西部，北西南三面环大西洋，东临阿摩尔滨海省和莫尔比昂省。
与普卢内乌尔梅内兹接壤的市镇（或旧市镇、城区）包括：贝里安、勒克卢瓦特尔-圣泰戈内克、科马纳、拉弗耶、普莱贝尔克里斯特、圣泰戈内克-洛克埃吉内尔。
普卢内乌尔梅内兹的时区为UTC+01:00、UTC+02:00（夏令时）。

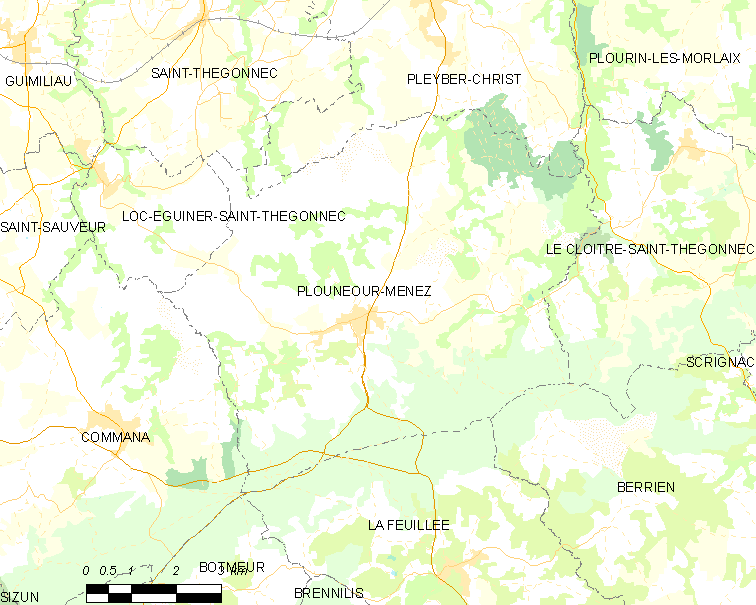
普卢内乌尔梅内兹的OSM定位图

## 行政
普卢内乌尔梅内兹的邮政编码为29410，INSEE市镇编码为29202。

## 政治
普卢内乌尔梅内兹所属的省级选区为莫尔莱县。

## 人口

1962-2008年间普卢内乌尔梅内兹人口变化图示

普卢内乌尔梅内兹于2022年1月1日时的人口数量为1298人。